# Marcel Baumgartner

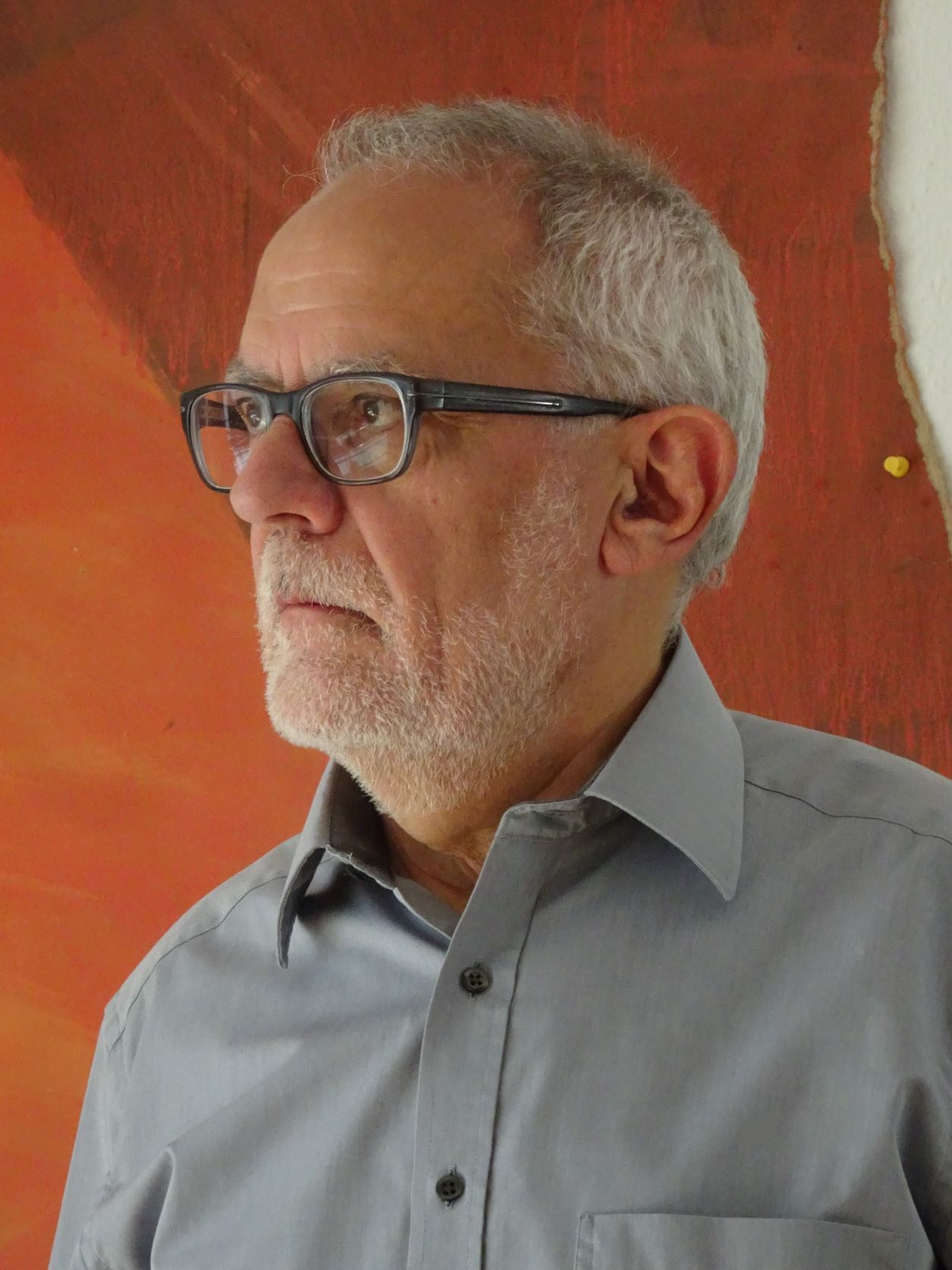
Marcel Baumgartner (2020)

Marcel Baumgartner (* 14. August 1950 in Kriessern) ist ein Schweizer Kunsthistoriker.

## Leben
Er studierte von 1971 bis 1978 Kunstgeschichte, Architekturgeschichte und klassische Archäologie in Bern. Von 1974 bis 1979 war er wissenschaftlicher Mitarbeiter an der Paul Klee-Stiftung, Kunstmuseum Bern. Nach der Promotion 1980 über das Thema Malerei im Zeitalter des „wahrscheinlichen Lebens“. Zur Aktualität des Kubismus war er von 1979 bis 1981 wissenschaftlicher Mitarbeiter bei der Vorbereitung und der Durchführung der Ausstellung Westkunst. Zeitgenössische Kunst seit 1939 (Museen der Stadt Köln, Messegelände, Köln 1981). Von 1981 bis 1983 hatte er einen Werkvertrag zur Realisierung der Publikation L’art pour l’Aare. Bernische Kunst im 20. Jahrhundert und Organisation einer begleitenden Ausstellung im Kunstmuseum Bern 1984. Die Sammlung Stiftung Kunst Heute baute er zusammen mit Bernhard Mendes Bürgi und Christian Cuénoud von 1982 bis 1988 auf. Ein Habilitationsstipendium des Schweizerischen Nationalfonds zur Förderung der wissenschaftlichen Forschung hatte er 1983/84, 1985, 1987 (intermittierend) mit Studienaufenthalten in München [9 Monate] und London [6 Monate]. Von 1984 bis 1991 parallel zur Arbeit an der Habilitationsschrift leitete er die Publikationsabteilung am Schweizerischen Institut für Kunstwissenschaft. Von 1986 bis 1991 war er Präsident der Vereinigung der Kunsthistoriker in der Schweiz (VKS). Nach der Habilitation 1989 über das Thema  „Kunst“ als „Geschichte“? Johann Joachim Winckelmanns „Geschichte der Kunst des Alterthums“ und die Begründung der Stilepochen-Kunstgeschichte im Vorfeld von „Klassizismus“ und „Romantik“ lehrte er von 1993 bis 2016 als Professor für Kunstgeschichte an der Justus-Liebig-Universität Gießen.
Seine Forschungsschwerpunkte sind: Kunst des 20. Jahrhunderts; zeitgenössische Kunst; Kunst um 1800; Giovanni Battista Piranesi; Städtebau und Geschichte der Kunstgeschichte.

## Werke (Auswahl)

### Bücher
- Paul Klee und die Photographie. Kunstmuseum Bern 1978/79
- L’Art pour l’Aare. Bernische Kunst im 20. Jahrhundert. Büchler, Wabern 1984
- Ferdinand Hodler. Sammlung Thomas Schmidheiny. Schweizerisches Institut für Kunstwissenschaft, Zürich 1998
- Einführung in das Studium der Kunstgeschichte. König, Köln 1998
- „Die Farben wollen wir nicht den Blumen überlassen“ (mit Markus Lepper und Peter Reuter) Universitätsbibliothek Gießen / Institut für Kunstgeschichte / Neuer Kunstverein, Gießen 2011
- Paul Klee | Hans Bloesch. Die Korrespondenz 1898–1940. Wallstein, Göttingen 2021
- „Was wollen sie in Paris?“ Victor Otto Stomps und die Eremiten-Presse in Stierstadt (mit Peter Reuter), Giessen University Library Publications, Gießen 2021
- Hans Bloesch. Auf dem Weg zum Musterbürger In: Burgerbibliothek Bern: Passepartout. Bern 2023, ISBN 978-3-7272-6028-5.

### Aufsätze
- „… das Richtige als dazwischenliegend zu treffen.“ Form als Inhalt im Spätwerk von Klee, in: Paul Klee. Spätwerke 1937–1940, Bündner Kunstmuseum Chur 1986, S. 19–29
- Topographie als Medium der Erinnerung in Piranesis ‚Campo Marzio dell’ Antica Roma‘. Eine Skizze, in: Wolfram Martini (Hrsg.), Architektur und Erinnerung, Göttingen: Vandenhoeck & Ruprecht, 2000, S. 71–102
- Akribische Visionen. Zu Piranesis Rekonstruktion der ‘Domus aurea’ in der ‘Pianta dell’ Antico Foro Romano’ (‘Le Antichità Romane’, Band 1, Tafel XLIII), in: Max Stemshorn/Susanne Grötz (Hrsg.), Vision Piranesi, Tübingen/Berlin: Wasmuth, 2002, S. 31–42, 107–110
- Original Rom? Das Originale der Rekonstruktion in Piranesis „Antichità Romane“ (mit Astrid Dostert und Sabine Heiser), in: Tatjana Bartsch, Marcus Becker, Horst Bredekamp, Charlotte Streiter (Hrsg.), Das Originale der Kopie. Kopien als Produkte und Medien der Transformation von Antike, Berlin / New York: de Gruyter, 2010, S. 191–222
- Geschichtslandschaft Friedrichswerder: Topographie, Stadtraum und Architektur als Medien der Erinnerung, in: Sonja Klein, Vivian Liska, Karl Solibakke, Bernd Witte (Hrsg.), Gedächtnisstrategien und Medien im interkulturellen Dialog, Würzburg: Königshausen & Neumann, 2011, S. 203–216
- Kunstgeschichte und Kunstgeschichten: Winckelmann – Herder – Caylus – Piranesi, in: Andreas Beyer, Regula Krähenbühl, Max Kunze, Adelheid Müller, Matthias Oberli (Hrsg.), Winckelmann und die Schweiz, Petersberg: Imhof, 2018, S. 55–66
- Die Szene ist in Berlin. Das ‚Bet- und Lehrhaus Berlin‘ als Ort interreligiöser Verständigung, in: Ansgar Kreutzer, Lars Meuser, Michael Novian, Karl Matthias Schmidt (Hrsg.), Vielfalt zeigen. Religion, Konfession und Kultur in Vermittlung. Festschrift für Franz-Josef Bäumer, Ostfildern: Grünewald, 2019, S. 327–340
- „una gran Pianta icnografica dell’antica Roma, che fra poco darò alla luce“. Piranesis Pläne der ‚Roma antica‘ und die ‚Nuova Pianta di Roma‘ von Giovanni Battista Nolli. Prolegomena zu einer kritischen Edition von Piranesis Publikationen zur Archäologie der Stadt Rom, in: Römisches Jahrbuch der Bibliotheca Hertziana 45, 2021/2022, S. 381–407